# Comme des Garçons

Unternehmenslogo

Comme des Garçons (japanisch コム・デ・ギャルソン, komu de gyaruson) ist eine 1969 von der japanischen Modedesignerin Rei Kawakubo in Tokio gegründete, international bekannte Avantgarde-Modemarke, unter deren Namen hochpreisige Bekleidung, Accessoires und Parfüm für Damen und Herren angeboten werden.
Der Umsatz des Unternehmens, das sich als Nischenmarke in der internationalen Welt der Mode positioniert, lag Mitte der 2000er Jahre bei ca. 180 Millionen US-Dollar und 2017 bei 300 Millionen US-Dollar. Der Vorstandsvorsitzende ist der Brite Adrian Joffe, seit 1992 Ehemann der Firmengründerin.

## Firmengeschichte

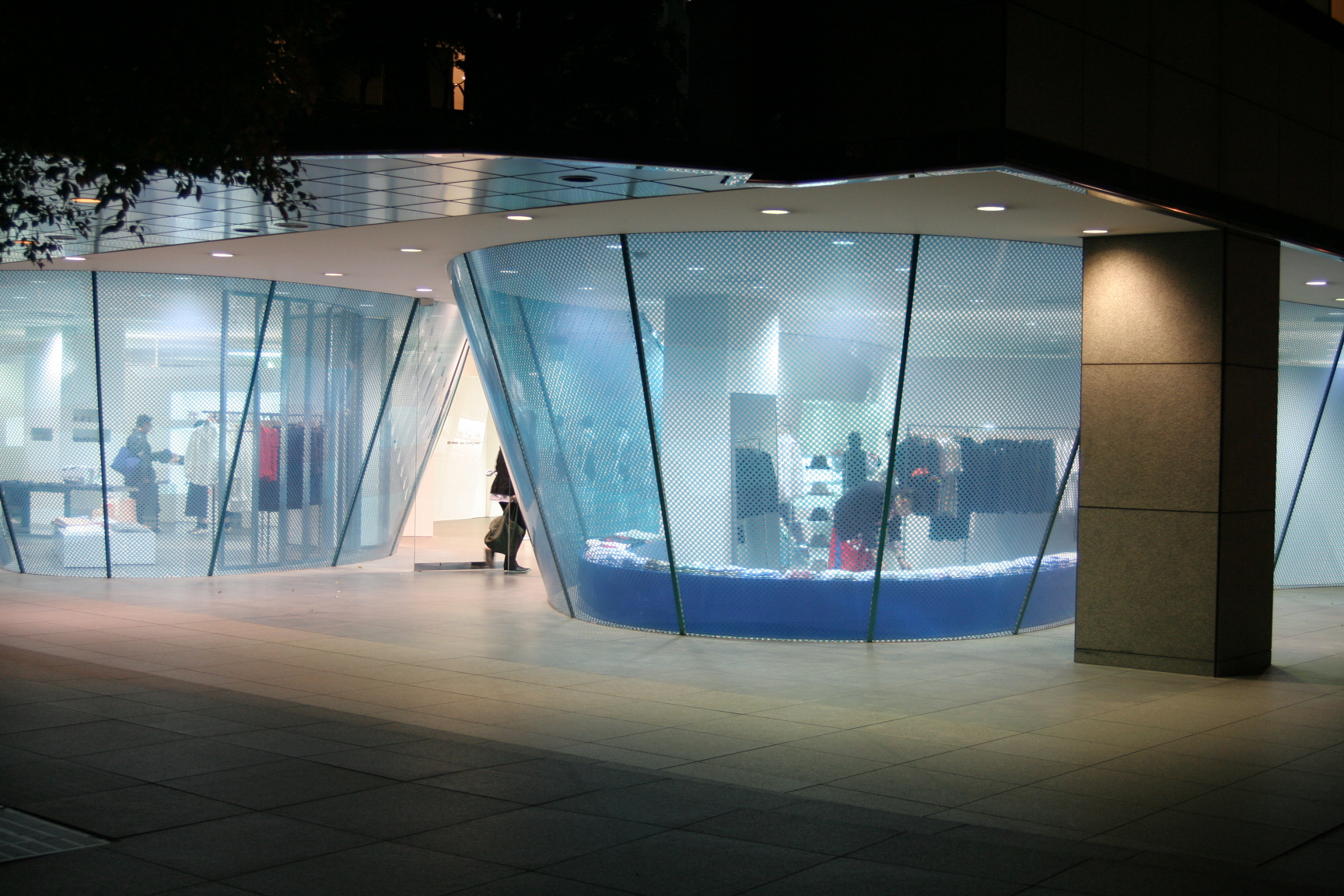
Comme des Garçons Flagshipstore in Aoyama, Tokio

Die Marke wurde 1969 von der damaligen Stylistin Rei Kawakubo eingeführt und das Unternehmen 1973 als K.K. Comme des Garçons (株式会社コム デ ギャルソン, Kabushiki kaisha Komu de Gyaruson) in Minato (Tokio) gegründet.
Der französische Ausdruck comme des garçons bedeutet „so wie Jungen“. Obwohl der Name nahelegt, dass Männer- bzw. Knabenmode produziert wird, wurde nach der Damenmode erst 1978 eine Männerlinie eingeführt. Bis heute ist die Verwendung französischer Ausdrücke gerade im Bereich Mode in Japan beliebt, wenngleich gemutmaßt wird, dass Kawakubo den Namen bezüglich der gewollten Androgynie ihrer Entwürfe wählte und dem Lied Tous les garçons et les filles (1962) von Françoise Hardy entlehnte.
1981 debütierte Comme des Garçons in Paris und eröffnete dort noch im selben Jahr eine Boutique. Eine französische Zweigniederlassung (Comme des Garçons SA) wurde 1982 gegründet und hat ihren Sitz an der Place Vendôme. Ab 1988 veröffentlichte Rei Kawakubo für einige Jahre zweimal jährlich das Magazin „Six“. Es enthielt vor allem Fotos und Bilder. 1994 wurde das erste Parfüm in Zusammenarbeit mit der spanischen Puig-Gruppe herausgebracht, bislang sind über 40 Düfte entstanden. Rei Kawakubo ist seit jeher die alleinige Eigentümerin ihrer Modemarke.
Das Unternehmen macht bis auf wenige ausgefallene Print-Kampagnen so gut wie keine Werbung, wenngleich beispielsweise die isländische Sängerin Björk schon als Model für Comme des Garçons tätig war. Der französische Modedesigner Simon Porte Jacquemus arbeitete Anfang der 2010er für einige Jahre als Verkäufer in der Pariser CDG-Boutique, um seine eigene Modemarke zu finanzieren.

## Die Mode
Die ersten in Paris Anfang der 1980er gezeigten Prêt-à-porter-Kollektionen waren ein Skandal und zogen große Medienaufmerksamkeit nach sich. Kritiker beschrieben die Kollektionen als „postatomaren Fetzen-Look“, „Hiroshima-Chic“ und „Quasimodo-Style“. Gezeigt würde eine sogenannte „Ästhetik der Armut“: mit Löchern übersäte Kleider, die aussahen wie von Motten zerfressen, unförmige Kutten, von Tauen anstatt Gürteln gehalten, Röcke aus zerfetzten Stoffstreifen und zerzauste Haare der Models. Die als radikal empfundenen Kollektionen waren in dunklen Farben gehalten. Im Gegensatz zur westlichen Mode löste sich Comme des Garçons von der weiblichen Silhouette und brachte ganz neue Formen in die Mode, widersprach damit dem 1981 herrschenden Schönheitsideal und entlarvte das von der Gesellschaft geschaffene Bild der Frau als künstlich. Durch die innovativen Ideen von Rei Kawakubo wurde der spätere Modestil der 1980er Jahre entscheidend geprägt und bei aller Kritik fanden sich einige der eingesetzten Stilmittel in den Folgesaisons bei anderen Designern wieder. In einer weiteren bedeutenden Kollektion von Comme des Garçons, der Frühjahrskollektion von 1997, wurden Kleider gezeigt, die so stark wattiert waren, dass sich Wülste und Buckel ergaben. Kawakubo wollte damit nach eigenen Angaben Volumen und Raum erforschen. Mit den Ausstülpungen auf den Rückenpartien sollte die Einheit der Trägerin mit der zu stemmenden Last des Alltags bspw. eines Rucksacks symbolisiert werden, Wattierungen an den Ärmeln sollten die typische Körperhaltung von Mobiltelefonträgern nachstellen. Für Herbst/Winter 2012 zeigte Kawakubo eine Kollektion aus flachen, platten zwei-dimensionalen Kleidern, womit anhand von etwas Einfachem etwas Neues geschaffen werden sollte. Kritiker interpretierten diese Entwürfe bspw. als Satire auf die zunehmend verflachende Internet-Gesellschaft.
Wiederkehrende Motive bei Comme des Garçons sind die Farbe schwarz (wenngleich seit Ende der 1980er Jahre verstärkt farbige Elemente eingesetzt werden), das dekonstruktivistische Sichtbarmachen von Nähten und Säumen, mehrere aufeinander folgende Stofflagen, asymmetrische Hemd- oder Jackenlängen, seit Anfang der 1990er Jahre verschiedenartige Pünktchenmuster („polka dots“), mit Flicken oder Schnittteilen versetzte Kleidungsstücke, absichtlich alt bzw. gebraucht erscheinende Stoffe, Dhoti-ähnliche Beinkleider und bisweilen eine der japanischen Bescheidenheit entsprechende Kargheit der Entwürfe, die aber gleichzeitig verspielte Rüschen aufweisen können.
Kawakubo wurde bezüglich ihrer ausgefallenen und intellektuell anspruchsvollen Kreationen von der Presse als „Hohepriesterin der Avantgarde-Mode“ oder aufgrund der vielen Interpretationsmöglichkeiten, die ihre Entwürfe erlauben, als die „Mona Lisa der Mode“ bezeichnet. Comme des Garçons wehrt sich gegen die Kommerzialisierung der Mode. Experten vermuten, dass die Marke ähnlich großen kommerziellen Erfolg wie Gucci hätte haben können, wenn mehr Wert auf Massenkompatibilität gelegt worden wäre. Doch Rei Kawakubo sagt selbst, dass sie mit jeder Kollektion unzufrieden sei, die den Menschen sofort gefiele, da sie dann annehmen müsse, den Betrachter nicht genug gefordert zu haben. Dementsprechend versuche sie „jede Saison radikal neue Kleidungsstücke zu schaffen, Formen, die noch nie jemand gesehen hat“, mit dem Ziel, die „Kontaktzone zwischen Körperform und Kleidung“ zu verwischen.
Seit den 1990er Jahren entwerfen die Designer und Kawakubo-Schüler Junya Watanabe und Tao Kurihara für die „Comme des Garçons“-Hauptlinie, vertreiben unter dem gleichen Namen aber auch Sub-Marken. Gerade unter Watanabes Regie hat Comme des Garçons im Laufe der Jahre u. a. mit Levi’s, Speedo, Vivienne Westwood und Fred Perry kooperiert.
Im Herbst 2008 brachte Comme des Garçons eine niedrigpreisige Kollektion für H&M im Rahmen der Designer-Kooperationen des schwedischen Modehauses auf den Markt, die in kurzer Zeit vergriffen war. Neben Damen- und Herrenbekleidung war auch ein Unisex-Duft im Angebot.
Im Jahr 2015 entwarf Comme des Garçons gemeinsam mit Converse den „Chuck Taylor 70s“ neu. Diese wurden international im Online-Shop von Converse für 135 $ in limitierter Anzahl verkauft. Der Sneaker wurde im Jahr 2018 sowie 2019 erneut im Online-Shop von Converse in limitierter Anzahl verkauft.
2017 zeigte das Metropolitan Museum of Art (Met) unter der Regie von Kurator Andrew Bolon 140 zwischen 1969 und 2017 von Kawakubo entworfene Damenmodelle im Rahmen der Ausstellung Rei Kawakubo/Comme des Garçons Art of the In-Between.

## Kollektionen
kreiert von Rei Kawakubo:
- Comme des Garçons – avantgardistische Hauptlinie für Damen (ab 1973)
  - Comme des Garçons Noir – überwiegend in schwarz gehaltene Damenkollektion (ab 1987)
- Comme des Garçons Comme Des Garçons – (auch: 'Comme Comme') Damenmoden-Zweitlinie (ab 1993)
- Comme des Garçons Homme Plus – progressive Modelinie für Herren (ab 1984)
  - Comme des Garçons Homme Plus Sport – sportliche Version der Herren-Hauptlinie
  - Comme des Garçons Homme Plus Evergreen – neu aufgelegte Klassiker der Herren-Hauptlinie (ab 2005, inzwischen eingestellt)
- Comme des Garçons Homme Deux – Herren-Zweitlinie mit klassischer Konfektionsware und Accessoires (ab 1987)
- Comme des Garçons SHIRT – legere, oftmals farbenfrohe Sportswear-Kollektion (ab 1988)
  - Comme des Garçons SHIRT boy(s) – seit 2018 präsentierte Sportswear für die jüngere Zielgruppe
- PLAY Comme des Garçons – jugendliche Sportswear-Kollektion mit rotem Herzlogo des New Yorker Grafik-Künstlers Filip Pagowski, ab 2002
- BLACK Comme des Garçons – niedrigpreisigere Nebenlinie mit CDG-Klassikern als Reaktion auf die Weltwirtschaftskrise, eigene Boutiquen in Paris, Amsterdam und Seoul (ab 2009)

kreiert von Junya Watanabe:
- Comme des Garçons Homme – klassische Herren-Linie (ab 1978)
- Comme des Garçons Robe de Chambre – japanische Damen-Linie (2004 aufgegangen in Comme Comme)
- Junya Watanabe Comme des Garçons – unkonventionelle Damenmode (ab 1992)
- Junya Watanabe Comme des Garçons Man – Herrenmode mit Americana- und Arbeiterbekleidungs-Stilmitteln (ab 2001)
  - Junya Watanabe Comme des Garçons Man Pink – Herrenmodeartikel für Damen (eingestellt)
- eye Junya Watanabe Comme des Garçons Man – Sportswearkollektion, oft in Zusammenarbeit mit anderen Bekleidungsmarken (inzwischen eingestellt)

kreiert von Tao Kurihara:
- Tricot Comme des Garçons – Damenstrickmode
- Tao Comme des Garçons – Damenmode (von 2005 bis 2011)

Sonstiges:
- noir Kei Minomiya – 2012 lancierte Avantgarde-Damenmode mit Fokus auf die Farben schwarz und weiß, entworfen von CDG-Bekleidungstechniker Kei Minomiya
- Gosha Rubchinskiy – von dem russischen Fotografen Goscha Rubtschinski ab 2012 entworfene Streetwear-Marke im Besitz des CDG-Konzerns (2018 zurückgefahren)
- Ganryu Comme des Garçons – Unisex-Streetwear von Fumito Ganryu in Japan, einem ehemaligen Assistenten von Watanabe (ab 2008, seit 2019 nicht mehr Teil des CDG-Konzerns)
- DSM-Label – Sportswear-Kollektion für die firmeneigene Dover Street Market Boutique in London
- CDG – zum 45-jährigen Firmenbestehen 2018 ins Leben gerufene Streetwear-Mode mit Logo-Aufdrucken, eigener Onlineshop

Sondersparten:
- Comme des Garçons Edited – spezielle Artikel für die Edited-Boutiquen in Japan
- Comme des Garçons Speedo – Bademode mit dem Hersteller Speedo, auch unter dem Label PLAY Comme des Garçons
- Comme des Garçons Pearl – Schmuck (ab 2006)
- Comme des Garçons Parfum – zahlreiche Parfumkreationen für CDG (ab 1994)
- Comme des Garçons Parfum PARFUM – Parfumkreationen für andere Marken
- Comme des Garçons Wallet – Kleinlederwaren
- Comme des Garçons Underwear – Unterwäschekollektion

## Parfums
Seit 1994 produziert die Comme des Garçons Parfums S.A. mit Sitz in Paris in Zusammenarbeit mit dem deutschen Parfümeur Mark Buxton eine Reihe von (Unisex-)Düften. Die zum Teil unkonventionellen Düfte von Comme des Garçons werden von Rei Kawakubo selbst als "non-parfums" bezeichnet, da sie an verschiedene Kulturen, Lebenserinnerungen und Alltagssituationen erinnern sollen. Lizenzpartner von Comme des Garçons Parfums ist die spanische Puig Beauty & Fashion Group.

## Boutiquen

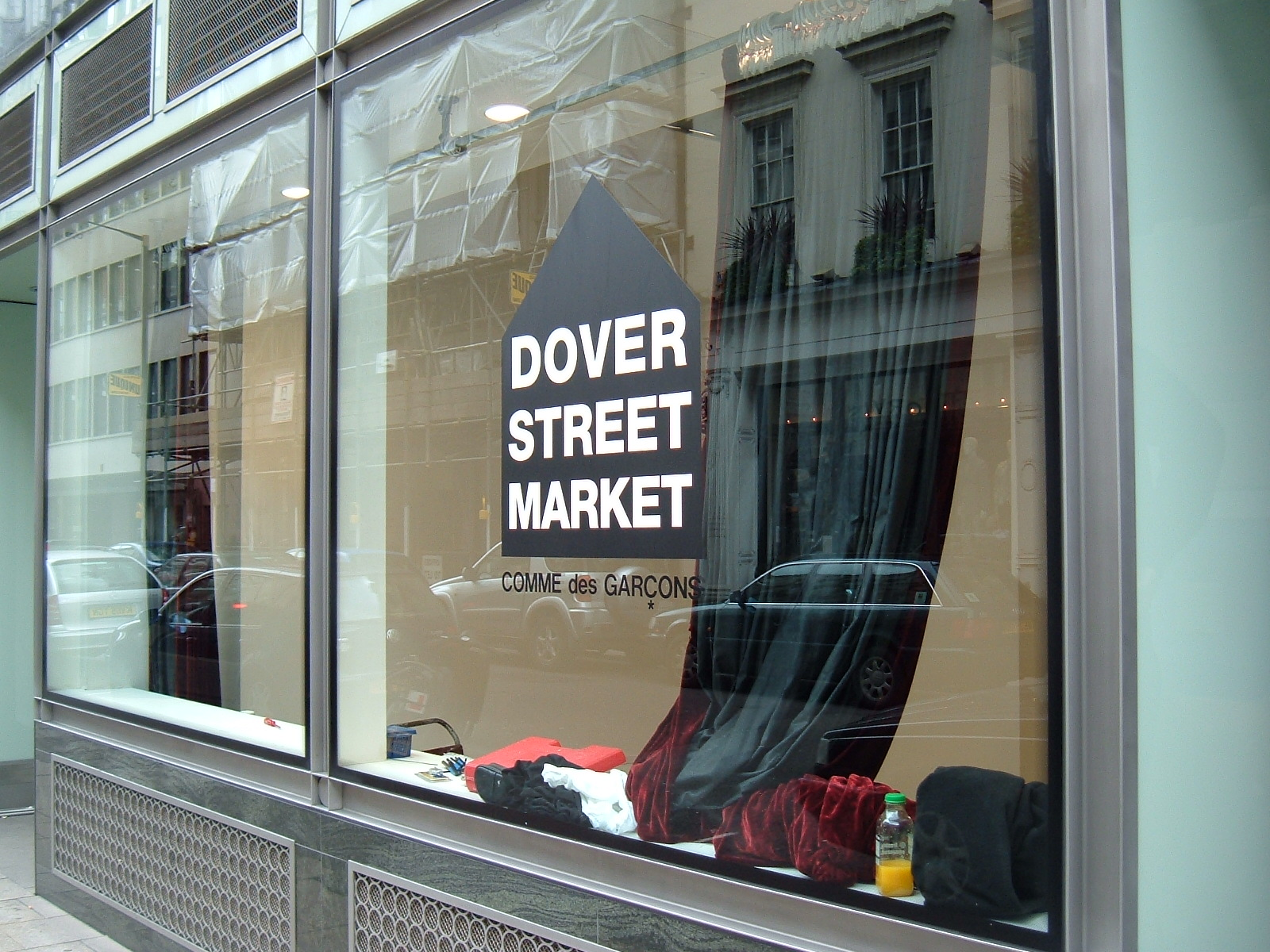
Dover Street Market in der Londoner Dover Street (bis 2016)

Comme des Garçons unterhält weltweit eigene Ladengeschäfte, bspw. in London, Paris, New York City und Tokio. Nicht alle Geschäfte führen das Vollsortiment, manche Boutiquen sind auf einzelne Untermarken beschränkt. Kleider werden dort wie (Kunst-)Objekte präsentiert, nicht wie Waren. Die Mode ist Teil eines Gesamtkonzepts. So war Comme des Garçons die erste Modemarke, die einen Shop von Architekten passend zur Kollektion gestalten ließ. Der 1999 eingeweihte CDG-Flagshipstore in Aoyama wurde mit dem Architekten Takao Kawasaki und Future Systems konzipiert. Diese Idee fand viele Nachahmer, z. B. Prada oder Louis Vuitton, was Rei Kawakubo dazu bewog, dieses Konzept wieder aufzugeben. Stattdessen entstanden ab 2004 so genannte „Guerrilla-Stores“; temporäre, meist spartanisch eingerichtete Ladengeschäfte, die für nur ein Jahr am gleichen, oftmals unkonventionellen Ort blieben und dann geschlossen wurden. Der erste Guerilla-Store von CDG wurde 2004 in Zusammenarbeit mit dem Architekturstudenten Christian Weinecke und der Designerin Lil Schlichting-Stegemann in der ehemaligen Bertolt Brecht Buchhandlung in Berlin eröffnet. Weitere Guerrilla-Stores mit begrenztem Sortiment entstanden jeweils für ein Jahr in Barcelona, Warschau, Singapur, Hongkong, Reykjavík, Stockholm, Kopenhagen, Helsinki, Glasgow, Köln, Basel, Athen, Krakau, Los Angeles, Den Haag und Beirut.
2004 wurde in der Londoner Dover Street der firmeneigene „Dover Street Market“ (DSM) eröffnet. In diesem Department Store wird die Mode auf Marktständen bzw. in Shops-im-Shop präsentiert. Auch andere, hochpreisige Designer-Marken können hier ihre Mode neben den Comme des Garçons Kollektionen anbieten. 2016 zog der DSM in eine größere Location an den Londoner Haymarket. Weitere Dover Street Markets wurden in der Folge in Tokio (2012), Manhattan (2013), Los Angeles (2019), Singapur (2017) und Peking (2018, als Nachfolger des 2010 eröffneten I.T Market Beijing (I.TMB)) eröffnet. In Paris besteht eine Boutique der Parfüm-Sparte unter dem Namen Dover Street Market.
Seit 2008 gibt es zudem weltweit kleine 'Pocket'-Geschäfte von CDG, in denen die Play-Kollektion und Accessoires verkauft werden, so in Paris, New York, Bangkok, Singapur, mehrere in Südkorea sowie Pocket-Shops-in-shop in Kaufhäusern wie Galeries Lafayette, Lotte oder Holt Renfrew (Kanada). Im Jahr 2012 öffnete der erste deutsche Flagshipstore der Marke in Berlin seine Türen. Seit 2020 gibt es für den deutschsprachigen Raum einen offiziellen Onlineshop der Berliner Niederlassung.

## Bildergalerie

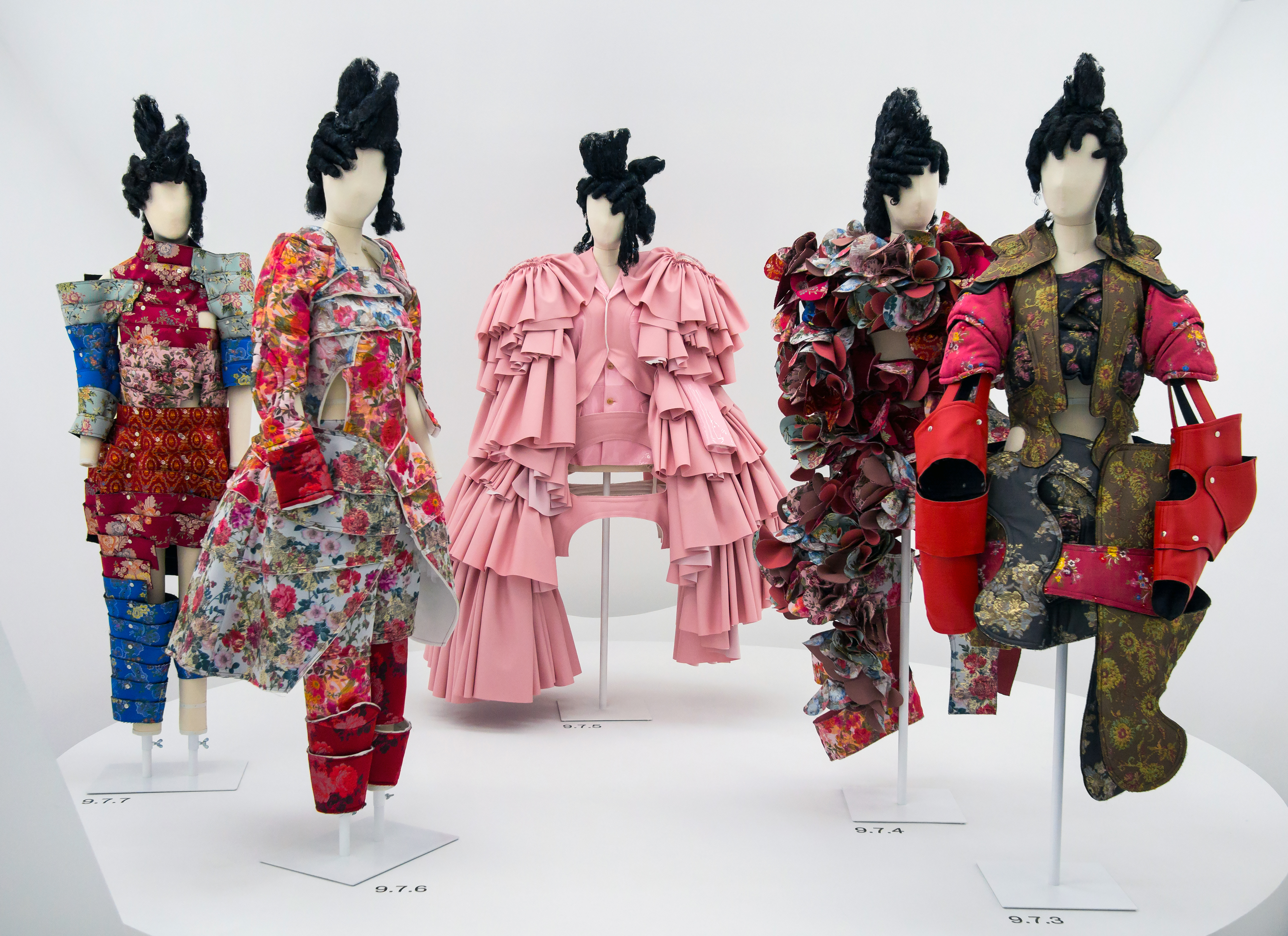
CDG-Modelle der Met-Ausstellung, 2017
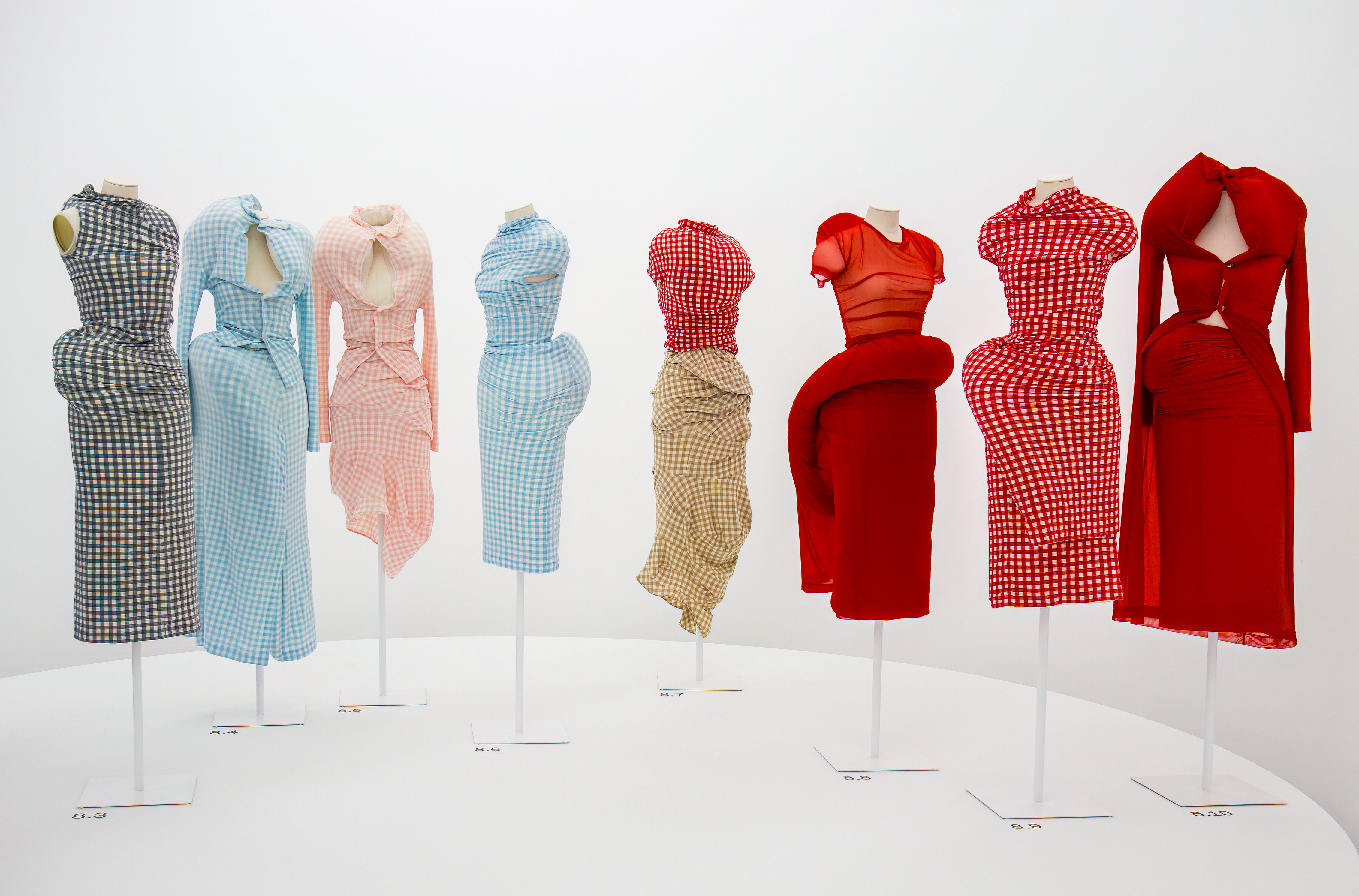
CDG-Modelle der Met-Ausstellung, 2017
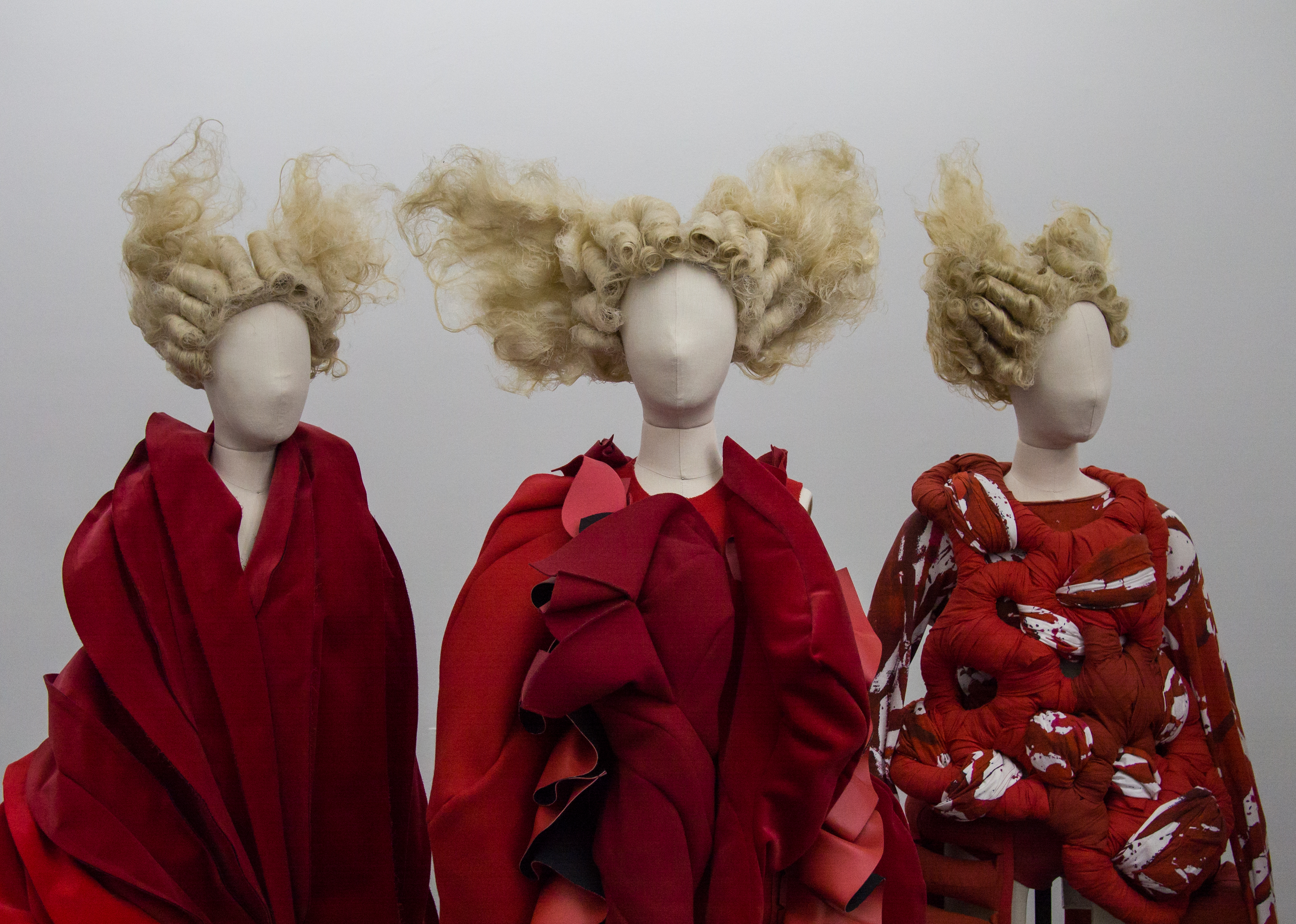
CDG-Modelle der Met-Ausstellung, 2017
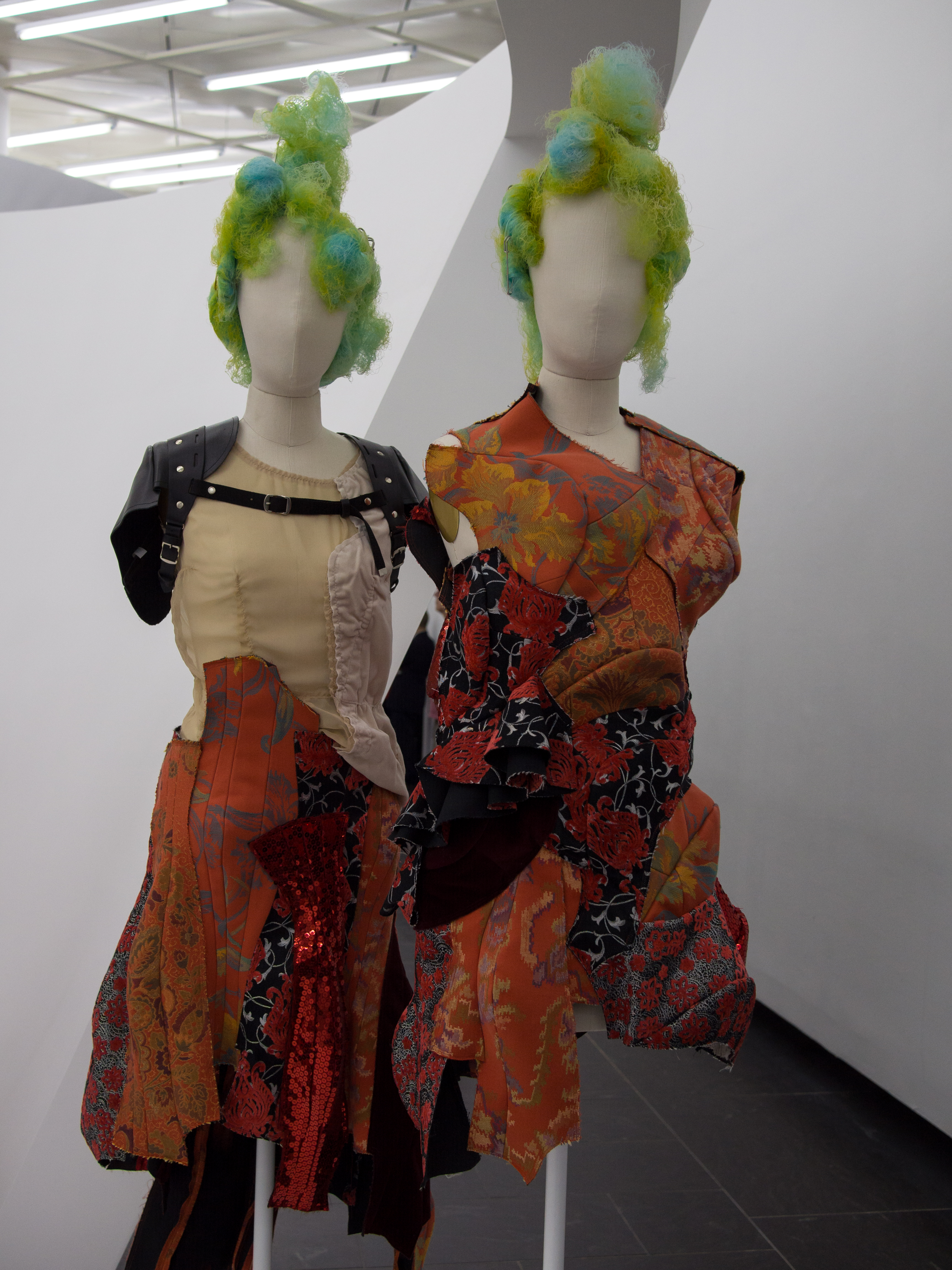
CDG-Modelle der Met-Ausstellung, 2017
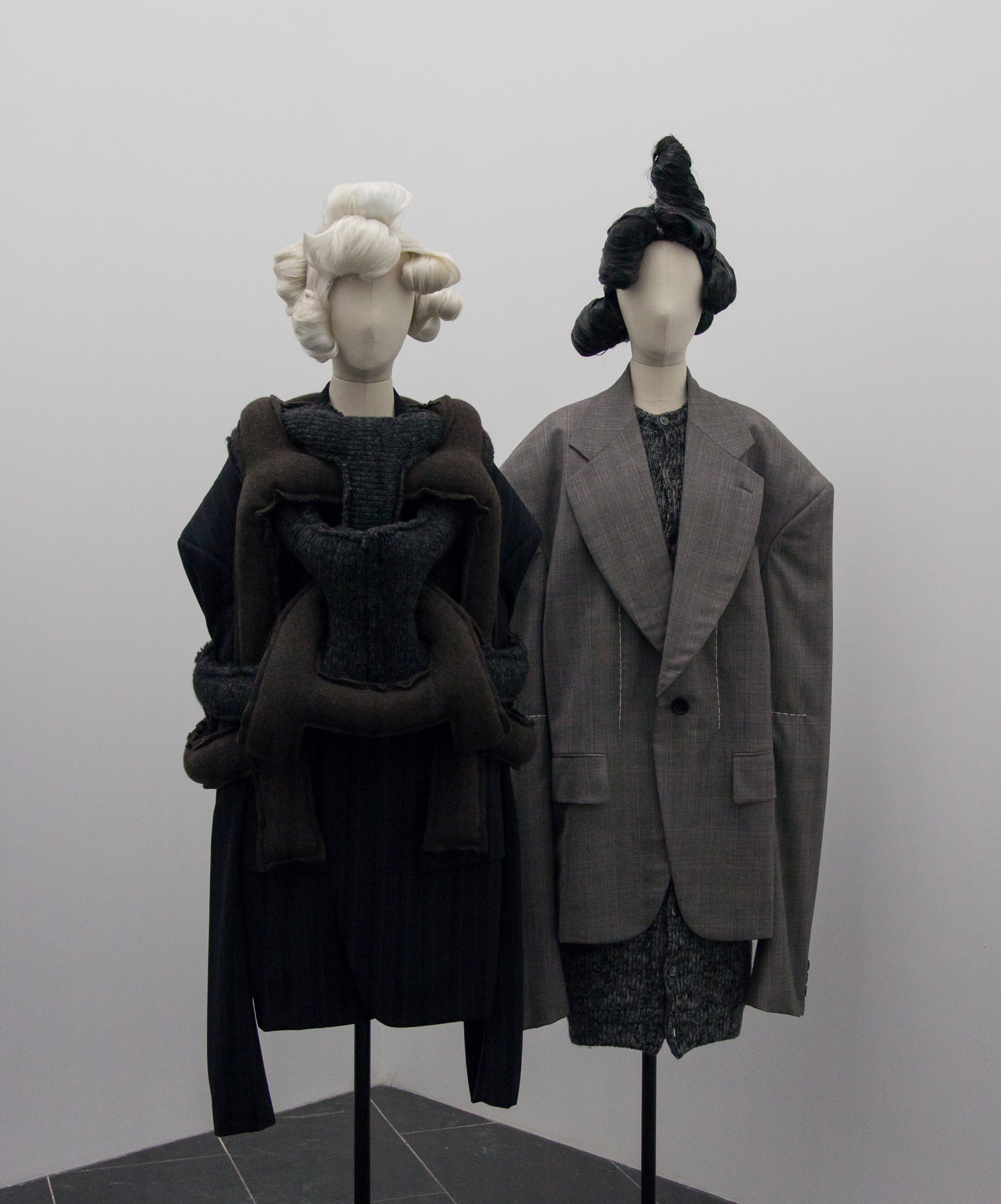
CDG-Modelle der Met-Ausstellung, 2017
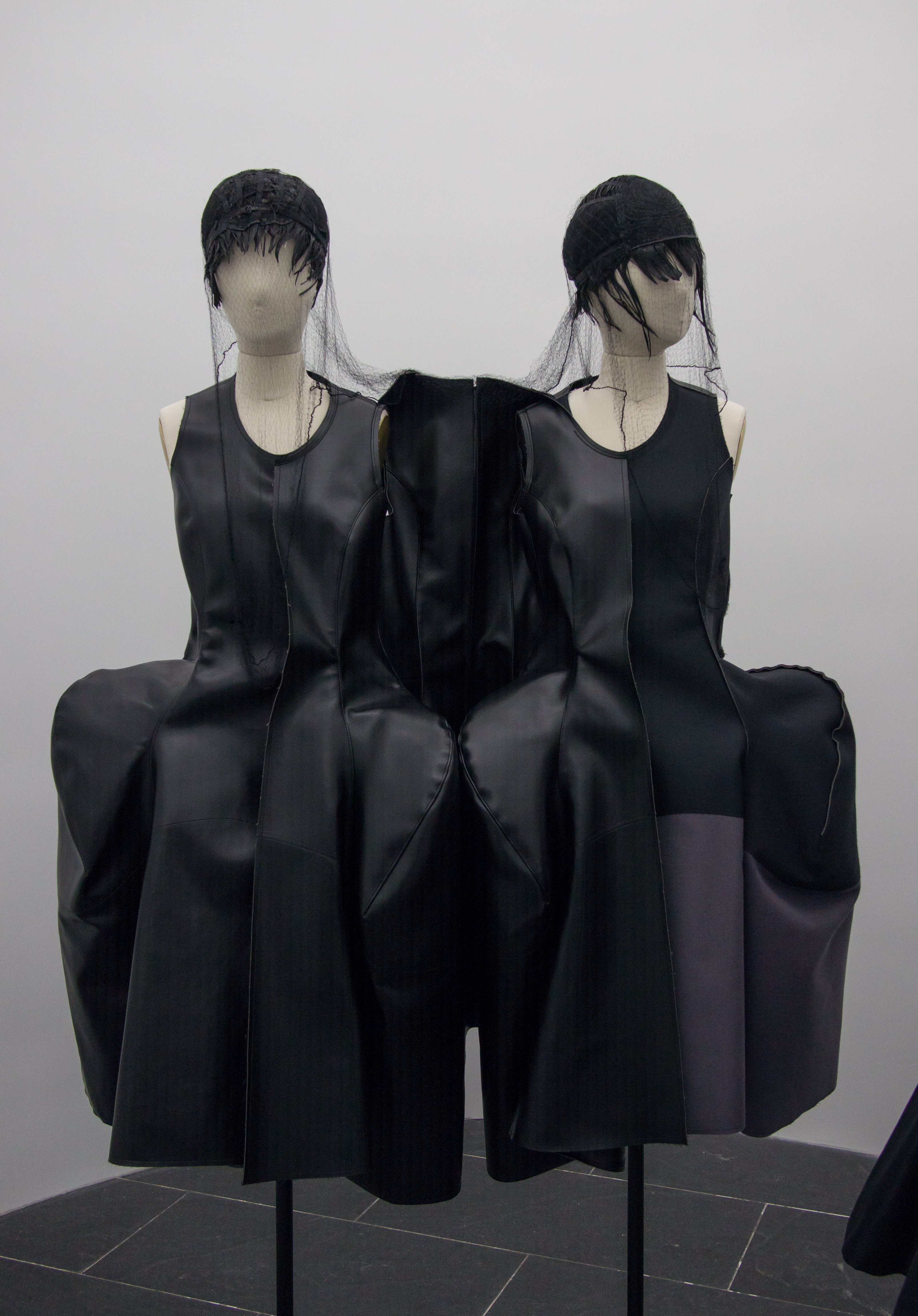
CDG-Modelle der Met-Ausstellung, 2017
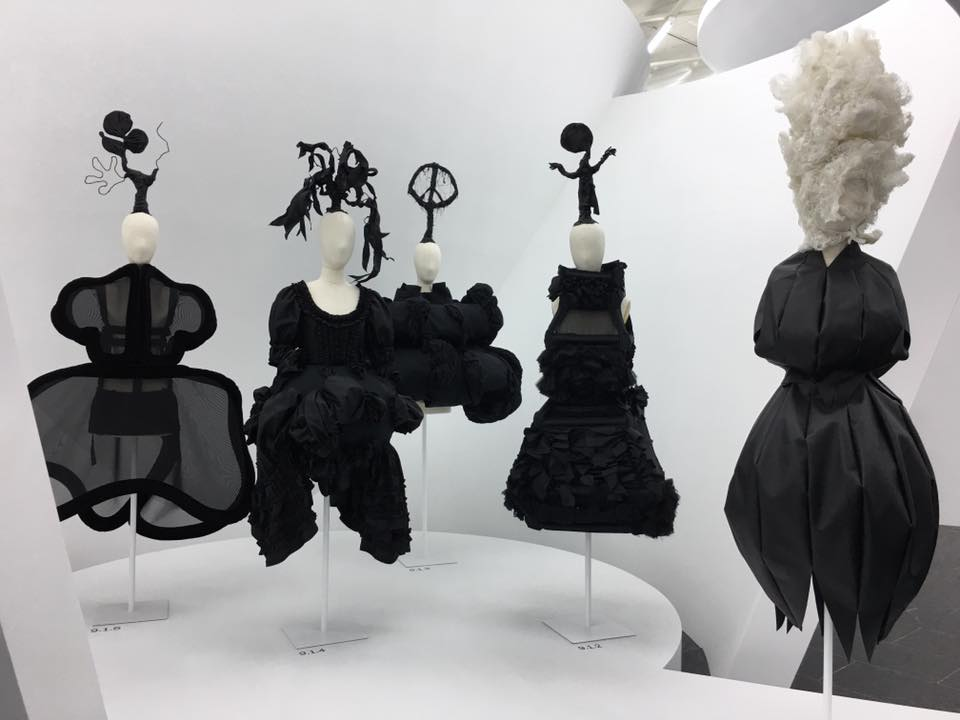
CDG-Modelle der Met-Ausstellung, 2017
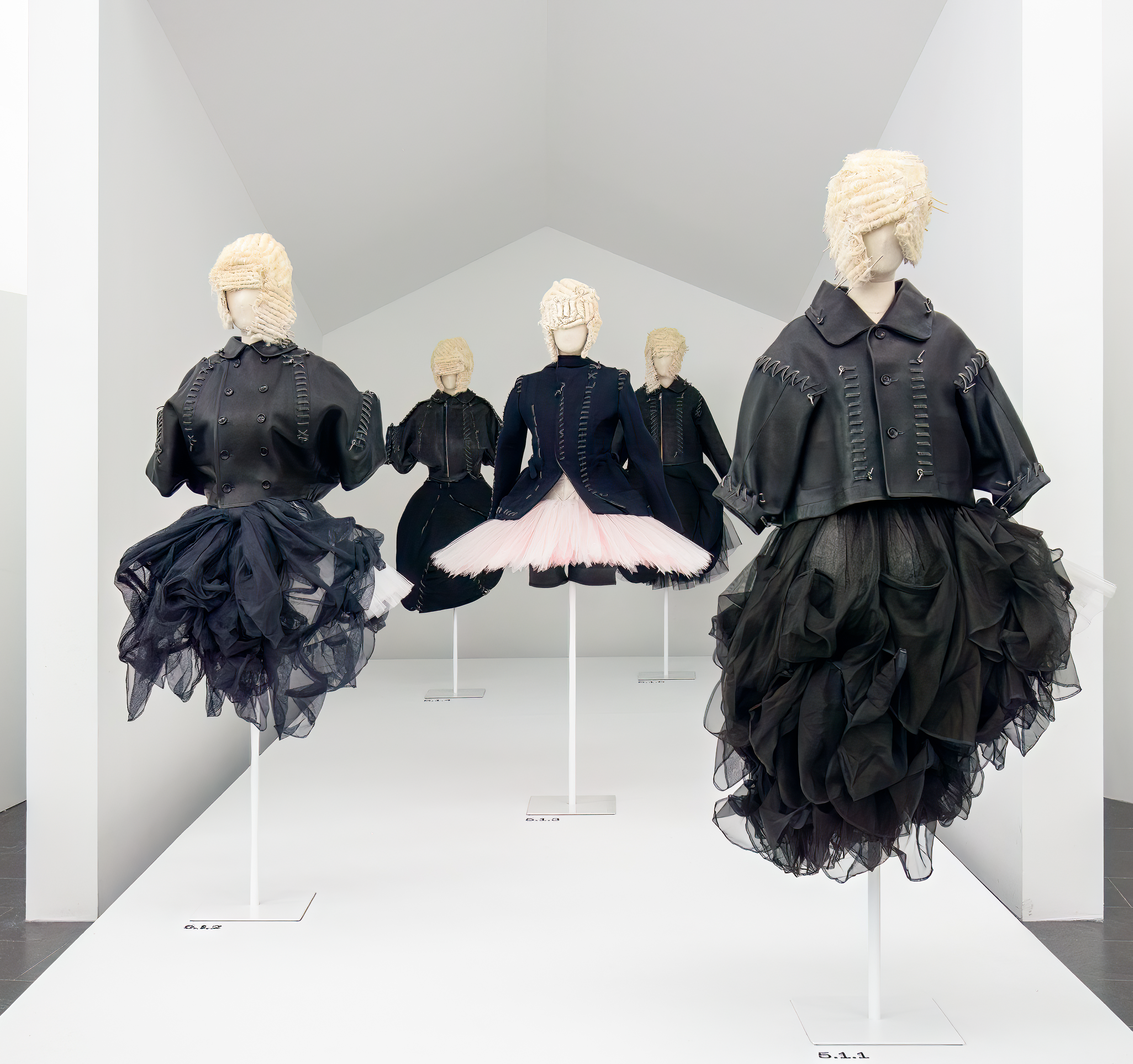
CDG-Modelle der Met-Ausstellung, 2017
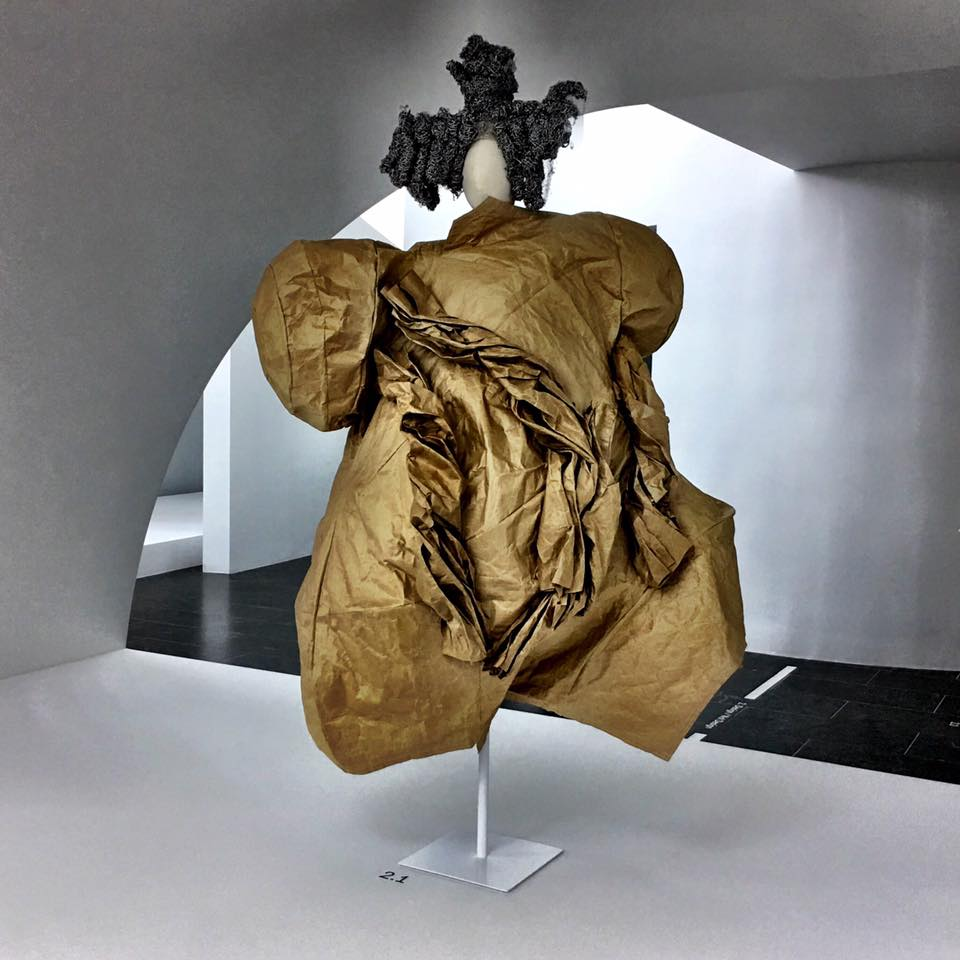
CDG-Modell der Met-Ausstellung, 2017